# Diadelia vicina
Diadelia vicina là một loài bọ cánh cứng trong họ Cerambycidae.